# 川田歩実
川田 歩実（かわだ あゆみ、2003年2月25日 - ）は、埼玉県草加市出身の、日本の柔道選手。階級は52kg級。身長159cm。バスト97cm。血液型はA型。組み手は右組み。握力は左右40kg。得意技は背負投。

## 経歴
父親が柔道整復師だったこともあって、柔道は4歳の時に兄2人と姉に続いて草加市柔道会で始めた。修徳中学3年の時に監督の松本まゆみに｢もっと冷酷になれ｣とアドバイスされたことがきっかけで、遠慮がちでマイナス思考だった性格も変化し始めた。修徳高校に入学すると、小学生の時から鍛え上げてきた｢誰にも真似できない｣と評される大の得意技である背負投を武器に結果を残すようになった。1年の時には全国高校選手権52kg級準決勝で富士学苑高校2年の藤城心に後袈裟固で敗れるも3位となった。2年の時にはインターハイ52kg級の準決勝で藤城を技ありで破るなどして優勝した。全日本ジュニアでも決勝で藤城を背負投で破って優勝した。世界ジュニアでは準決勝で台湾の許琳宣に隅落で敗れて3位だった。団体戦は57㎏級の袴田佳名瑚がケガのため代わりに出場すると、準々決勝の韓国戦で個人戦3位の金知秀を小外刈で破るも、準決勝のフランス戦では巴投げで敗れたが、決勝のロシア戦では合技で一本勝ちしてチームの優勝を決定付けた。2021年には東海大学へ進学した。1年の時にはヨーロッパオープン・ワルシャワに出場するも、2回戦で世界ジュニアチャンピオンであるフランスのクロエ・ドゥビクトルに反則負けを喫した。2年の時には体重別の初戦でオリンピックチャンピオンである日体大4年の阿部詩と対戦すると、指導2でリードしながら技ありを取られて敗れた。全日本強化選手選考会では優勝した。世界ジュニア代表に選ばれるも、個人戦には出場しなかった。団体戦では初戦で地元のエクアドル戦のみに出場して一本勝ちすると、その後チームも優勝した。3年の時には優勝大会では3位だった。4年の時には優勝大会で優勝した。学生体重別では57㎏級に出場して2位だった。体重別団体では優勝した。シニア体重別では決勝でJR東日本の香川瑞希を技ありで破って優勝した。2025年からはコマツの所属となった。

## 戦績
52㎏級での戦績
- 2019年 - 全国高校選手権 3位
- 2019年 - インターハイ 優勝
- 2019年 - 全日本ジュニア 優勝
- 2019年 - 世界ジュニア 3位
- 2019年 - 世界ジュニア団体戦 優勝
- 2019年 -　講道館杯　7位
- 2019年 -　エクサンプロバンスジュニア国際　優勝
- 2022年 -　全日本強化選手選考会　優勝
- 2022年 -　世界ジュニア 団体戦　優勝
- 2023年 -　優勝大会　3位
- 2024年 -　優勝大会　優勝

57㎏級での戦績
- 2024年 -　学生体重別　2位
- 2024年 -　体重別団体　優勝
- 2025年 - シニア体重別　優勝
- 2025年 - 実業団体　2位

(出典、JudoInside.com)